# Cantó d'Amiens-5 (Sud-Est)
El cantó d'Amiens-5 (Sud-Est) és un cantó francès del departament del Somme, situat al districte d'Amiens. Té un municipi i part del d'Amiens.

## Municipis
- Amiens (part)
- Cagny

## Història
| Data d'elecció                           | Identitat           | Partit               | Qualitat |
| ---------------------------------------- | ------------------- | -------------------- | -------- |
| 1945-1949                                | Augustin Dujardin   | PCF                  |          |
| 1949-1961                                | Camille Goret       | SFIO                 |          |
| 1961-1973                                | Michel Couillet     | PCF                  |          |
| 1973-2004                                | Jean-Claude Broutin | CDP, després UDF-CDS |          |
| 2004-2010                                | Daniel Leroy        | PS                   |          |
| 2010-                                    | Brigitte Fouré      | NC                   |          |
| les dades anteriors no són pas conegudes |                     |                      |          |
|                                          |                     |                      |          |